# Sad!
Pour les articles homonymes, voir Sad.
Singles de XXXTentacion
Moonlight
(2018) the remedy for a broken heart (why am i so in love)
(2018)
Sad! (parfois stylisé SAD!) est un single du rappeur américain XXXTentacion sorti le 2 mars 2018. La chanson est extraite de l'album ?.
Le titre connaît un succès dans les classements musicaux après la mort du rappeur le 18 juin 2018 ; notamment aux États-Unis où la chanson se classe numéro un dans le Billboard Hot 100.
En janvier 2021, le clip vidéo atteint le milliard de visionnages sur YouTube.

## Composition
La chanson est co-écrite par Jahseh Onfroy et John Cunningham ; Cunningham est également le producteur.
La chanson sample le bruit de l’alarme de la ceinture de sécurité d’une BMW.

## Classements hebdomadaires
| Classement (2018)                       | Meilleure position |
| --------------------------------------- | ------------------ |
| Allemagne (Media Control AG)            | 12                 |
| Australie (ARIA)                        | 4                  |
| Autriche (Ö3 Austria Top 40)            | 5                  |
| Belgique (Flandre Ultratop 50 Singles)  | 15                 |
| Belgique (Wallonie Ultratop 50 Singles) | 20                 |
| Canada (Hot 100)                        | 2                  |
| Danemark (Tracklisten)                  | 2                  |
| Espagne (PROMUSICAE)                    | 45                 |
| États-Unis (Hot 100)                    | 1                  |
| États-Unis (R&B/Hip-Hop Songs)          | 1                  |
| France (SNEP Megafusion)                | 8                  |
| Irlande (IRMA)                          | 8                  |
| Italie (FIMI)                           | 17                 |
| Norvège (VG-lista)                      | 6                  |
| Nouvelle-Zélande (RMNZ)                 | 3                  |
| Portugal (AFP)                          | 1                  |
| Pays-Bas (Single Top 100)               | 3                  |
| Royaume-Uni (UK Singles Chart)          | 5                  |
| Royaume-Uni (UK R&B Chart)              | 1                  |
| Suède (Sverigetopplistan)               | 3                  |
| Suisse (Schweizer Hitparade)            | 4                  |

## Certifications
| Région | Certification | Ventes/Streams                 |
| --- | ------------- | ------------------------------ |
| Australie (ARIA) | 2 × Platine   | 140 000*                       |
| Canada (Music Canada) | 3 × Platine   | 240 000*                       |
| Danemark (IFPI) | Or            | 45 000*                        |
| États-Unis (RIAA) | 4 × Platine   | 4 000 000‡                     |
| France (SNEP) | Platine       | 15 millions équivalent streams |
| Nouvelle-Zélande (RMNZ) | Platine       | 30 000*                        |
| Royaume-Uni (BPI) | Platine       | 600 000‡                       |
| *Ventes selon la certification ^Mise en rayon selon la certification xNon précisé par la certification ‡ventes/streaming selon la certification |               |                                |